# 한국옥외광고센터
한국옥외광고센터(韓國屋外廣告센터, Korea Out of Home Advertising center)는 각종 국제대회 지원과 지방자치단체 광고물 정비 등을 위한 기금 조성을 목적으로 하는 한국지방재정공제회 산하 기관이다. 옥외광고산업의 육성 및 발전을 위한 정책개발, 신매체 기술의 개발 및 보급, 옥외광고물에 대한 경관과 안전 관련 영향평가, 옥외광고산업 전문인력 양성, 기금조성을 위한 옥외광고 사업 등을 수행한다.

## 설립 근거
- 옥외광고물 등 관리법[2]

## 주요 사업
- 광고사업[3]
  - 옥외광고사업 운영 및 수입배분
- 교육 홍보사업
  - 옥외광고 전문 아카데미 활성화
  - 간판문화선진화 캠페인 전개
  - 옥외광고 정보공유 메커니즘 공유
- 정책 연구사업
  - 간판개선 사업 컨설팅 및 기술적 지원
  - 옥외광고 정책연구 및 협력체계 구축

## 연혁
- 2007년 5월: 한국지방재정공제회 내 한국옥외광고센터 개소

## 조직

### 이사장
- 한국지방재정공제회

#### 한국옥외광고센터
- 산업진흥실

```
 - 경관개선부
```

- 광고기획부
- 광고사업부
- 연구조사부

## 같이 보기
- 한국지방재정공제회
- 행정자치부